# Uetikon am See
Uetikon am See är en ort och kommun i distriktet Meilen på östra sidan Zürichsjön i kantonen Zürich, Schweiz. Kommunen har 6 361 invånare (2023).